# Saint-Marceau (Sarthe)
Saint-Marceau is een gemeente in het Franse departement Sarthe (regio Pays de la Loire) en telt 448 inwoners (2005). De plaats maakt deel uit van het arrondissement Mamers.

## Geografie
De oppervlakte van Saint-Marceau bedraagt 9,0 km², de bevolkingsdichtheid is 49,8 inwoners per km².
De onderstaande kaart toont de ligging van Saint-Marceau (Sarthe) met de belangrijkste infrastructuur en aangrenzende gemeenten.

## Demografie
Onderstaande figuur toont het verloop van het inwonertal (bron: INSEE-tellingen).

## Foto's

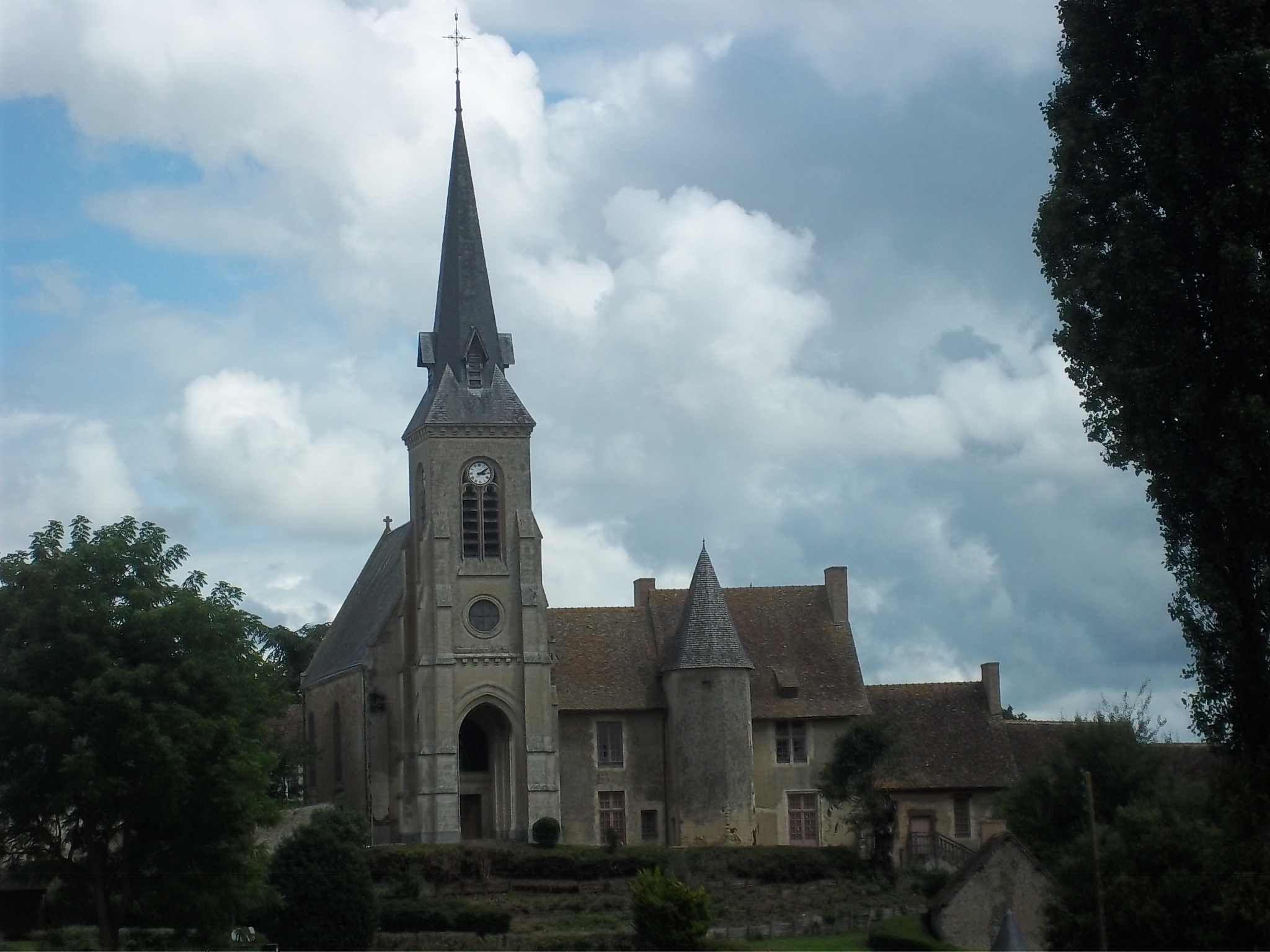
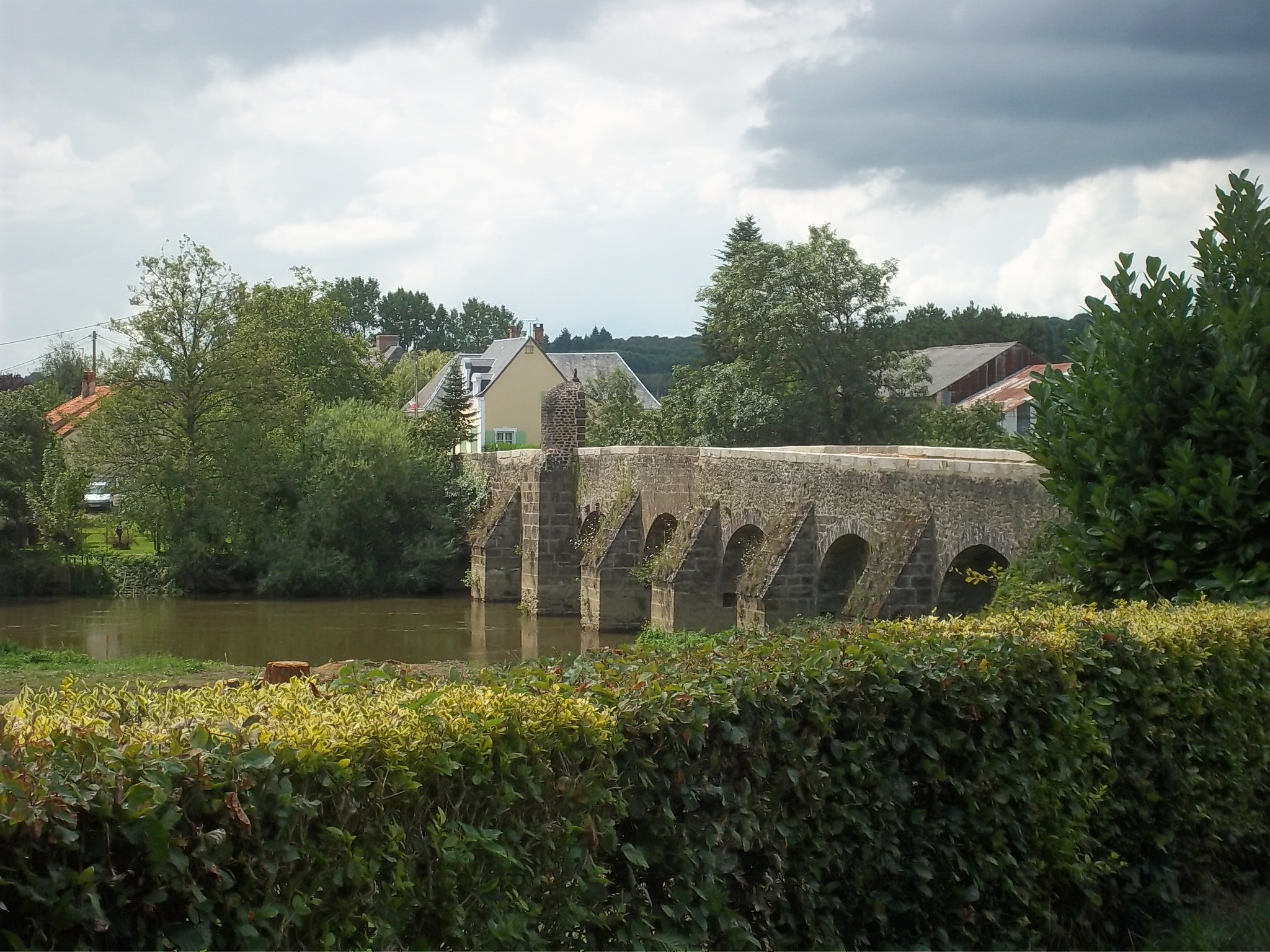
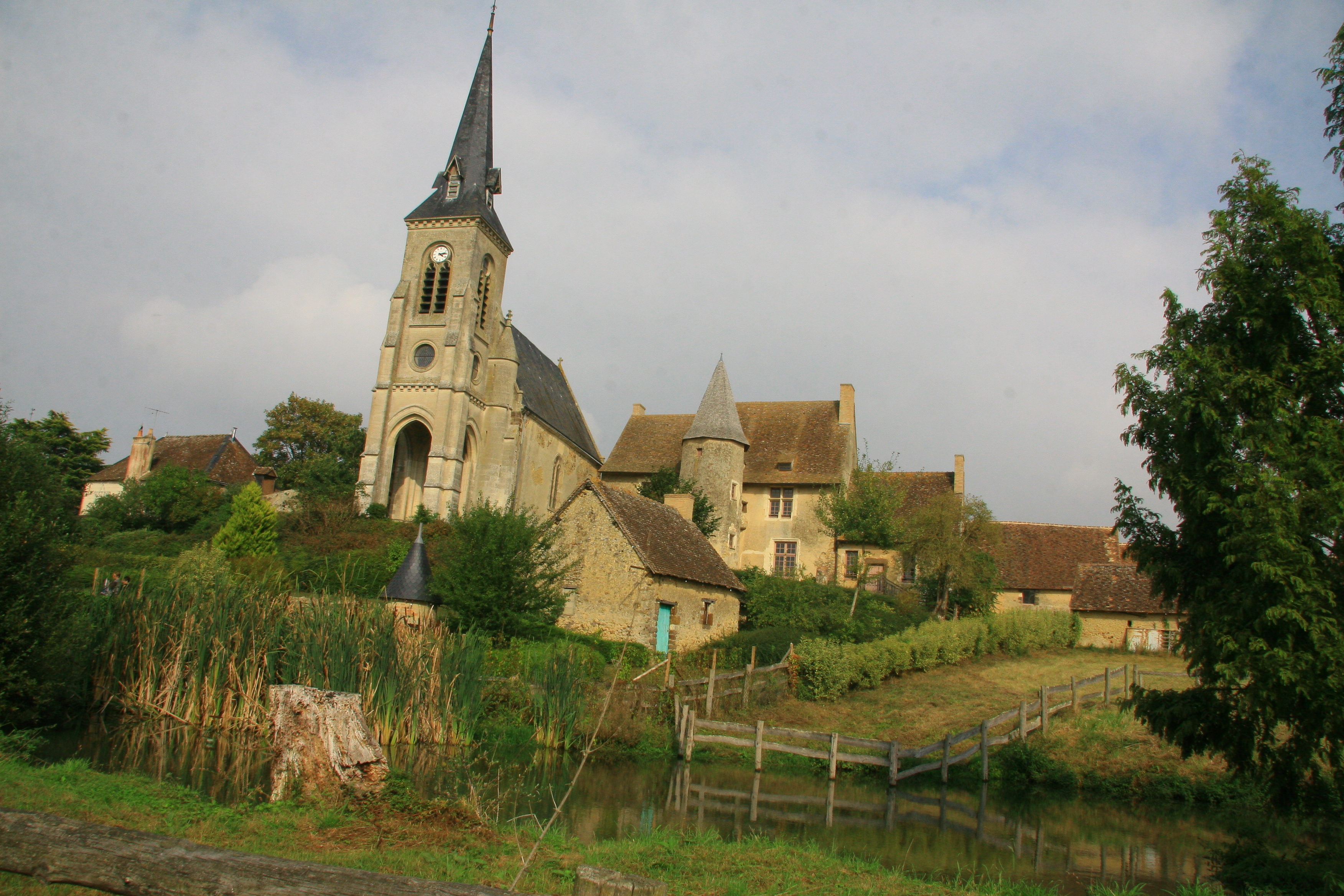